# Franco Lovignana

Biskop Franco Lovignanas heraldiska vapen.

Franco Lovignana, född 22 januari 1957 i Aosta i Italien, är en präst inom katolska kyrkan som sedan 2011 är biskop av Aostas katolska stift. Stiftet omfattar hela Aostadalen.
Lovignana, som prästvigdes 21 juni 1981 i Aosta, utnämndes den 9 november 2011 till Aostas biskop av påve Benedictus XVI. Han biskopsvigdes den 18 december samma år.